# Frankenia georgei
Frankenia georgei är en frankeniaväxtart som beskrevs av Friedrich Ludwig Diels. Frankenia georgei ingår i släktet frankenior, och familjen frankeniaväxter. Inga underarter finns listade i Catalogue of Life.